# Deutsche Badmintonmeisterschaft 1957
Die Deutsche Badmintonmeisterschaft 1957 fand vom 20. bis zum 21. April 1957 in Mainz statt.

## Medaillengewinner
| Disziplin    | Gold                                                                                 | Silber                                                       | Bronze                                                                         |
| ------------ | ------------------------------------------------------------------------------------ | ------------------------------------------------------------ | ------------------------------------------------------------------------------ |
| Herreneinzel | Ralf Caspary (1. DBC Bonn)                                                           | Günter Ropertz (1. DBC Bonn)                                 | Hans Eschweiler (1. DBC Bonn)                                                  |
| Herreneinzel | Ralf Caspary (1. DBC Bonn)                                                           | Günter Ropertz (1. DBC Bonn)                                 | Heinz Koch (STC Blau-Weiß Solingen)                                            |
| Dameneinzel  | Hannelore Schmidt (STC Blau-Weiß Solingen)                                           | Gisela Ellermann (STC Blau-Weiß Solingen)                    | Ursula Simbeck (1. BSC Bottrop)                                                |
| Dameneinzel  | Hannelore Schmidt (STC Blau-Weiß Solingen)                                           | Gisela Ellermann (STC Blau-Weiß Solingen)                    | Luise Schmitz (1. DBC Bonn)                                                    |
| Herrendoppel | Hans Eschweiler (1. DBC Bonn) Günter Ropertz (1. DBC Bonn)                           | Klaus Dültgen (Merscheider TV) Konrad Hapke (Merscheider TV) | Manfred Fulle (Biebricher BC) Günther Schmidt (Biebricher BC)                  |
| Herrendoppel | Hans Eschweiler (1. DBC Bonn) Günter Ropertz (1. DBC Bonn)                           | Klaus Dültgen (Merscheider TV) Konrad Hapke (Merscheider TV) | Helmut Fischer (Gelb-Blau Hannover) Otto Vogelsang (Gelb-Blau Hannover)        |
| Damendoppel  | Gisela Ellermann (STC Blau-Weiß Solingen) Hannelore Schmidt (STC Blau-Weiß Solingen) | Irmgard Ehle (Ohligser TV) Erna Wüsthoff (Ohligser TV)       | Waltraud Ern (STC Blau-Weiß Solingen) Ruth Weiler (STC Blau-Weiß Solingen)     |
| Damendoppel  | Gisela Ellermann (STC Blau-Weiß Solingen) Hannelore Schmidt (STC Blau-Weiß Solingen) | Irmgard Ehle (Ohligser TV) Erna Wüsthoff (Ohligser TV)       | Erna Müller (1. Frankfurter BC) Inge Hermann (1. Frankfurter BC)               |
| Mixed        | Hans Eschweiler (1. DBC Bonn) Erna Wüsthoff (Ohligser TV)                            | Günter Ropertz (1. DBC Bonn) Luise Schmitz (1. DBC Bonn)     | Heinz Koch (STC Blau-Weiß Solingen) Hannelore Schmidt (STC Blau-Weiß Solingen) |
| Mixed        | Hans Eschweiler (1. DBC Bonn) Erna Wüsthoff (Ohligser TV)                            | Günter Ropertz (1. DBC Bonn) Luise Schmitz (1. DBC Bonn)     | Klaus Dültgen (Merscheider TV) Irmgard Ehle (Ohligser TV)                      |